# Aldeias Históricas de Portugal
Die Aldeias Históricas de Portugal (AHP; deutsch Historische Dörfer Portugals; auch einfach Aldeias Históricas) sind eine Vereinigung von zwölf mittelalterlichen Dörfern in Portugal.

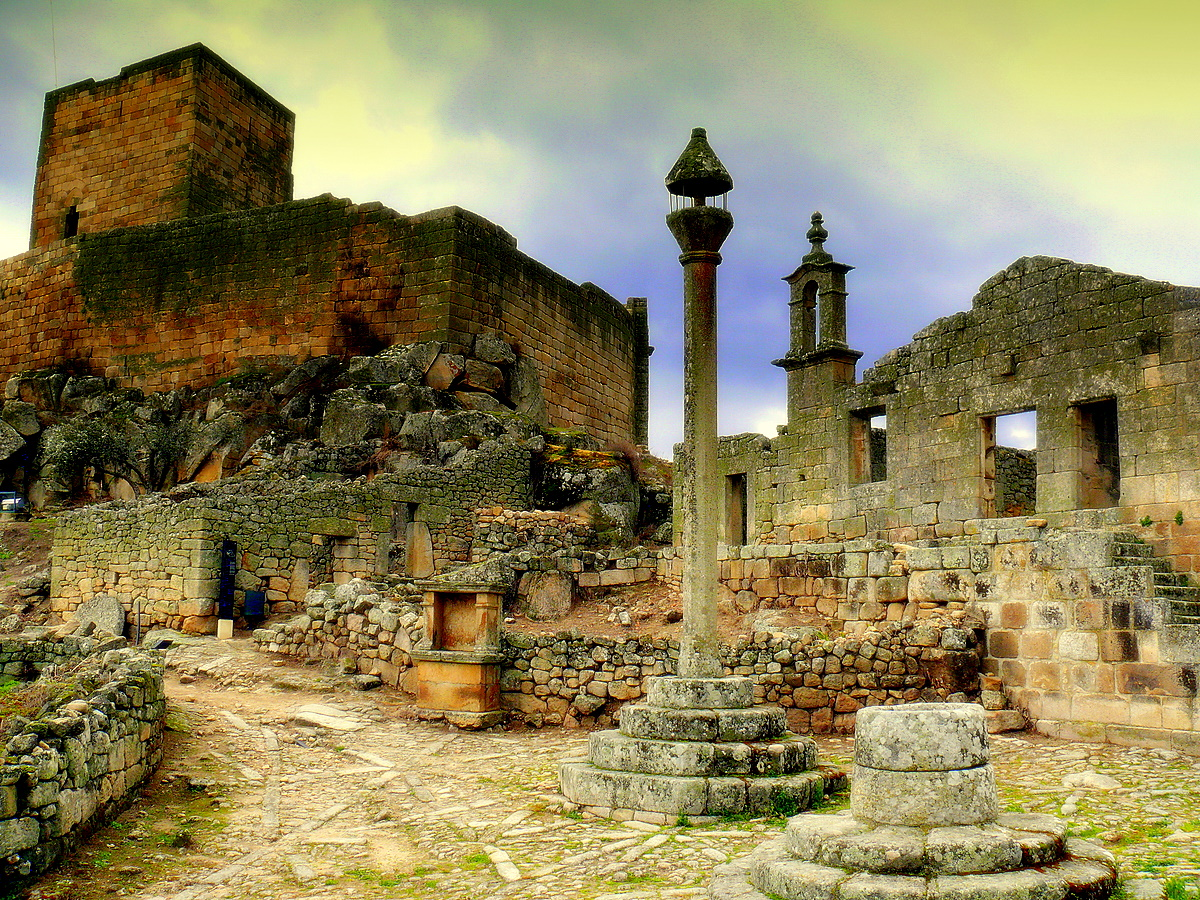
In der Aldeia Histórica Marialva

## Geschichte
1991 startete die portugiesische Zentralregierung eine Initiative, um mit einem Förderprogramm Orte mit historischem Ortskern im Landesinneren zu erhalten. Damit sollten gleichzeitig wirtschaftliche Impulse in den entlegeneren und vom wirtschaftlichen Aufschwung wenig profitierenden Gegenden im Landesinneren gesetzt werden.
1994 begann das PPDR-Programm (Programa Operacional de Promoção do Desenvolvimento Regional Integrado; deutsch Operationsprogramm zur integrierten regionalen Entwicklung), im Rahmen des zweiten Quadro Comunitário de Apoio (deutsch Rahmenprogramm Gemeinschaftlicher Unterstützung, 1994–1999).
1998 startete in dessen Rahmen, und mit Beteiligung des Europäischen Fonds für regionale Entwicklung (EFRE, port.: FEDER), der Plano de Recuperação das Aldeias Históricas (deutsch Restaurierungsplan der historischen Dörfer). Ziel waren die Gebiete der ehemaligen Regionen Beira Alta und Beira Baixa, die bis heute von zunehmender Landflucht betroffen sind. Durch Verbesserung und Schaffung von lokaler Infrastruktur sollte die Lebensqualität der Bewohner verbessert werden. Zusätzlich sollten, durch begleitendes touristisches Marketing, kleine und mittlere Unternehmen, etwa im Turismo rural, entstehen, die der Bevölkerung dauerhafte Perspektiven vor Ort ermöglichen.

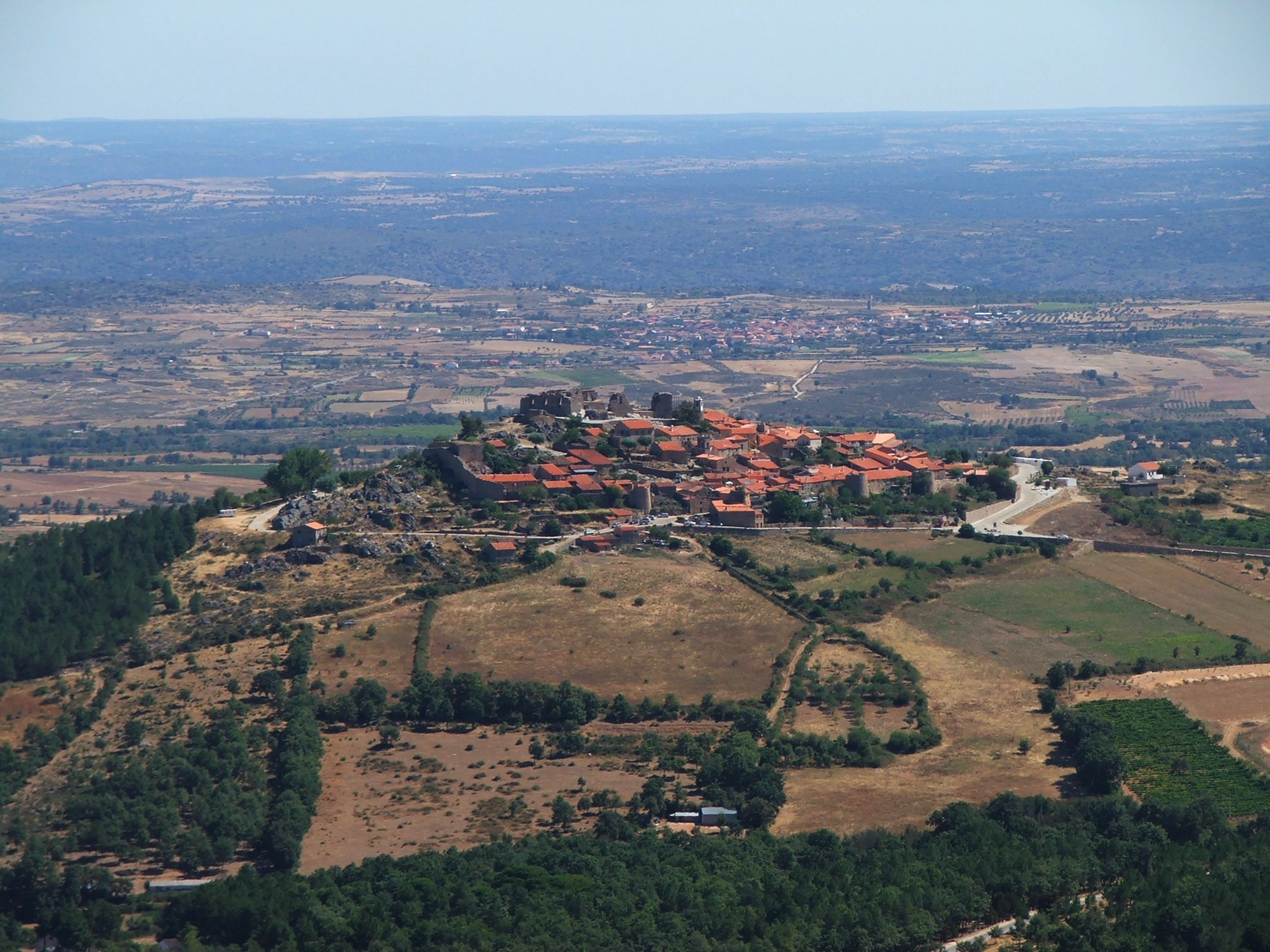
Die Aldeia Histórica Castelo Rodrigo

Die Auswahl der Orte orientierte sich an Kriterien wie kulturelle Vielfalt, Anzahl historischer Baudenkmäler, und Vielfalt überlieferter, noch lebendiger Traditionen. Zehn Orte wurden in dieser ersten Phase in das Programm aufgenommen. Castelo Bom sollte ebenfalls aufgenommen werden, man beschränkte sich jedoch auf zehn.
Mit dem dritten Quadro Comunitário de Apoio (2000–2006) wurde das Programm weiter ausgebaut, dazu wurden zwei weitere Orte aufgenommen.

## Rezeption

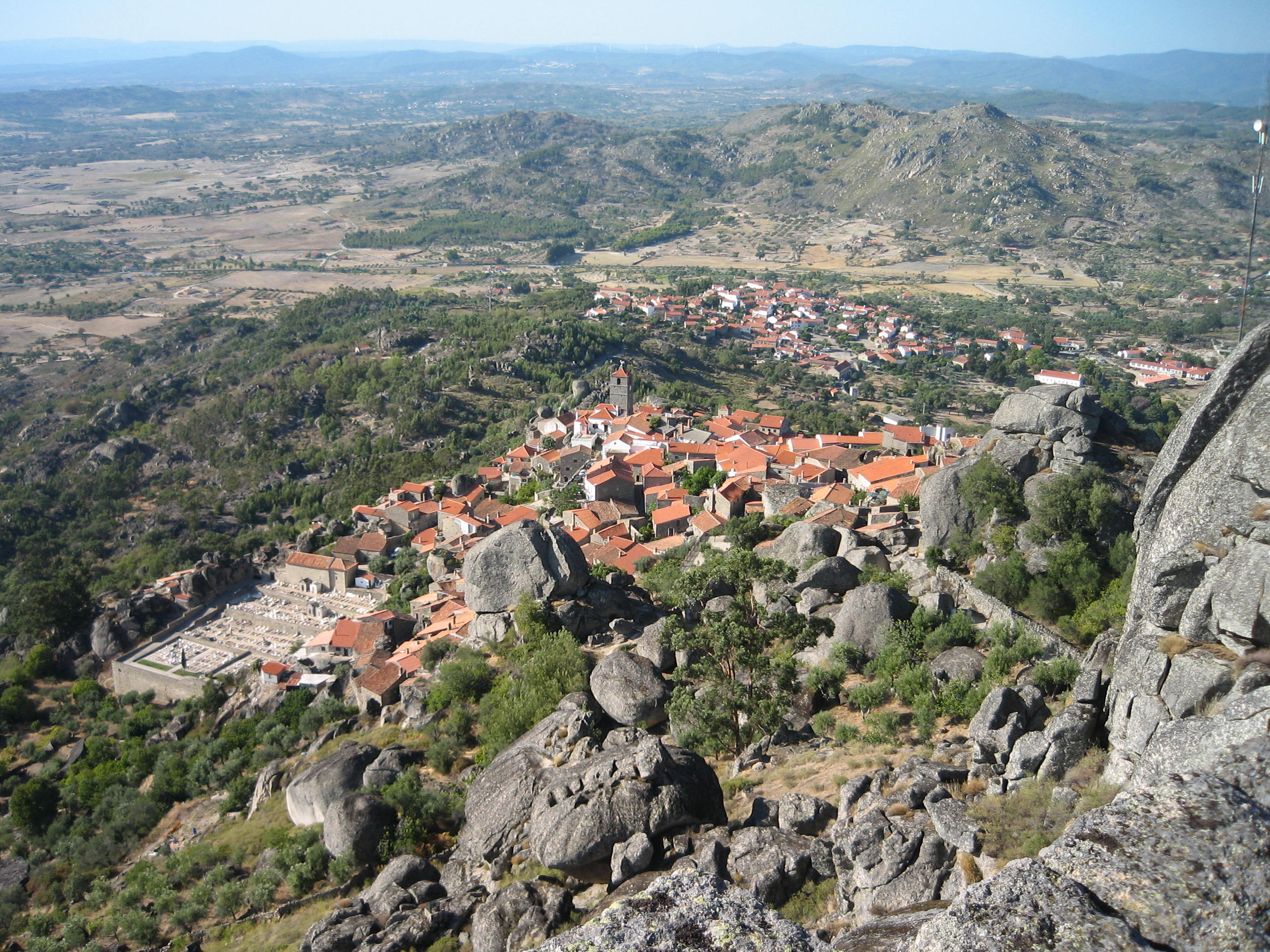
Die Aldeia Histórica Monsanto

Die Initiative der Aldeias Históricas wurde durchweg positiv von der Öffentlichkeit aufgenommen. Einige Eingriffe im Rahmen der Erhaltungsmaßnahmen der Dörfer wurden von Fachleuten als Entstellungen oder unzulässige Modernisierungen kritisiert, jedoch wird das Programm im Allgemeinen von ihnen als gelungen angesehen. Die Akzeptanz ist sehr hoch, und der Name Aldeias Históricas ist seither ein landesweit bekannter Markenname. Die teilnehmenden Orte werden in diesem Rahmen als Ziele für Ausflüge und Kurzurlaube von den Medien empfohlen. In der Folge entstanden weitere Initiativen zur Erhaltung regionaler Traditionen der Aldeias Históricas, etwa der Gastronomie.
Auf seinen Reisen, die er 1981 in seinem Buch Viagem a Portugal (deutsch Reise nach Portugal, deutscher Titel: Die portugiesische Reise) beschrieb, besuchte der Literaturnobelpreisträger José Saramago alle heutigen Aldeias Históricas, mit Ausnahme von Piódão.

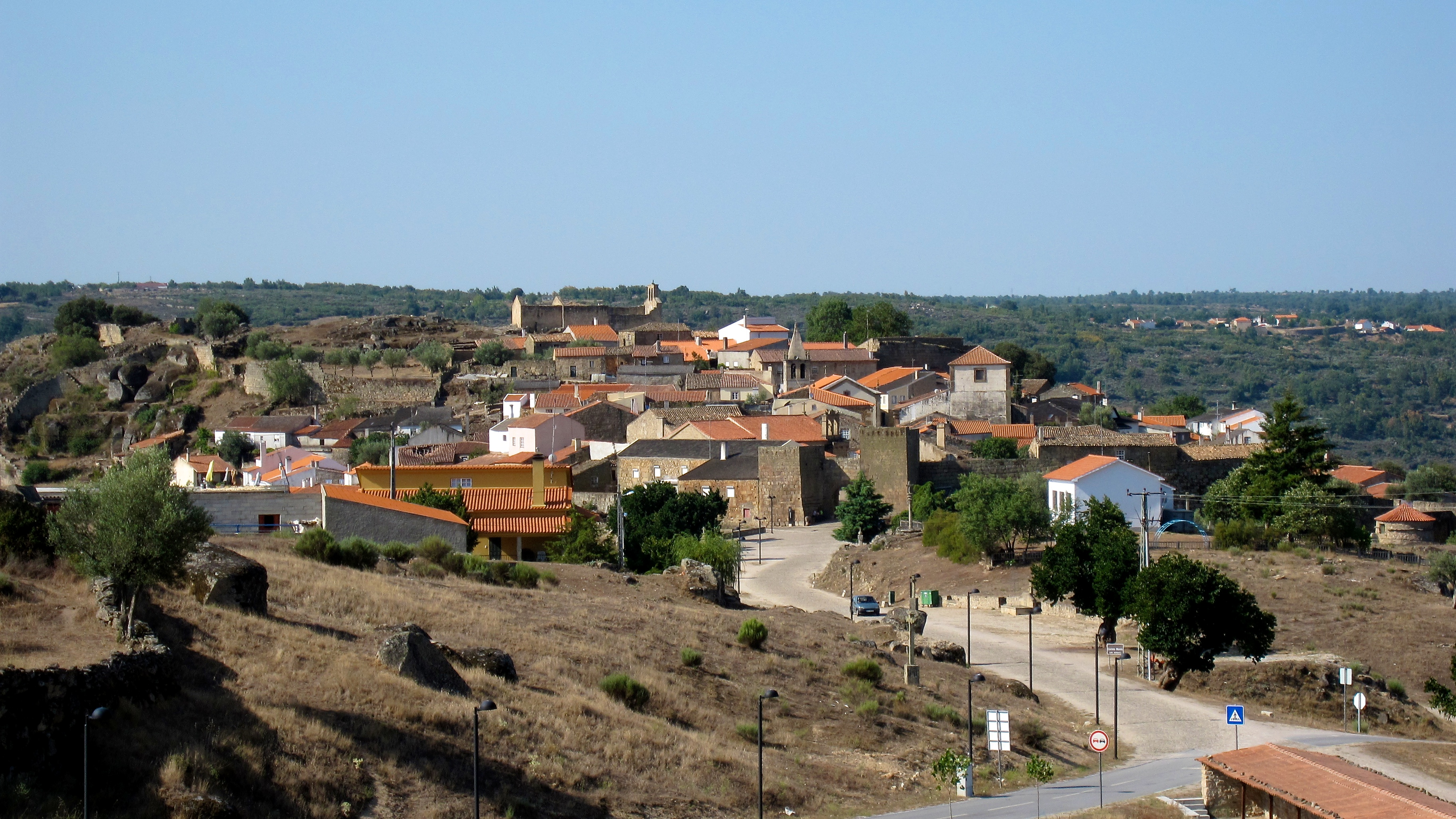
Die Aldeia Histórica Castelo Mendo

## Weblinks

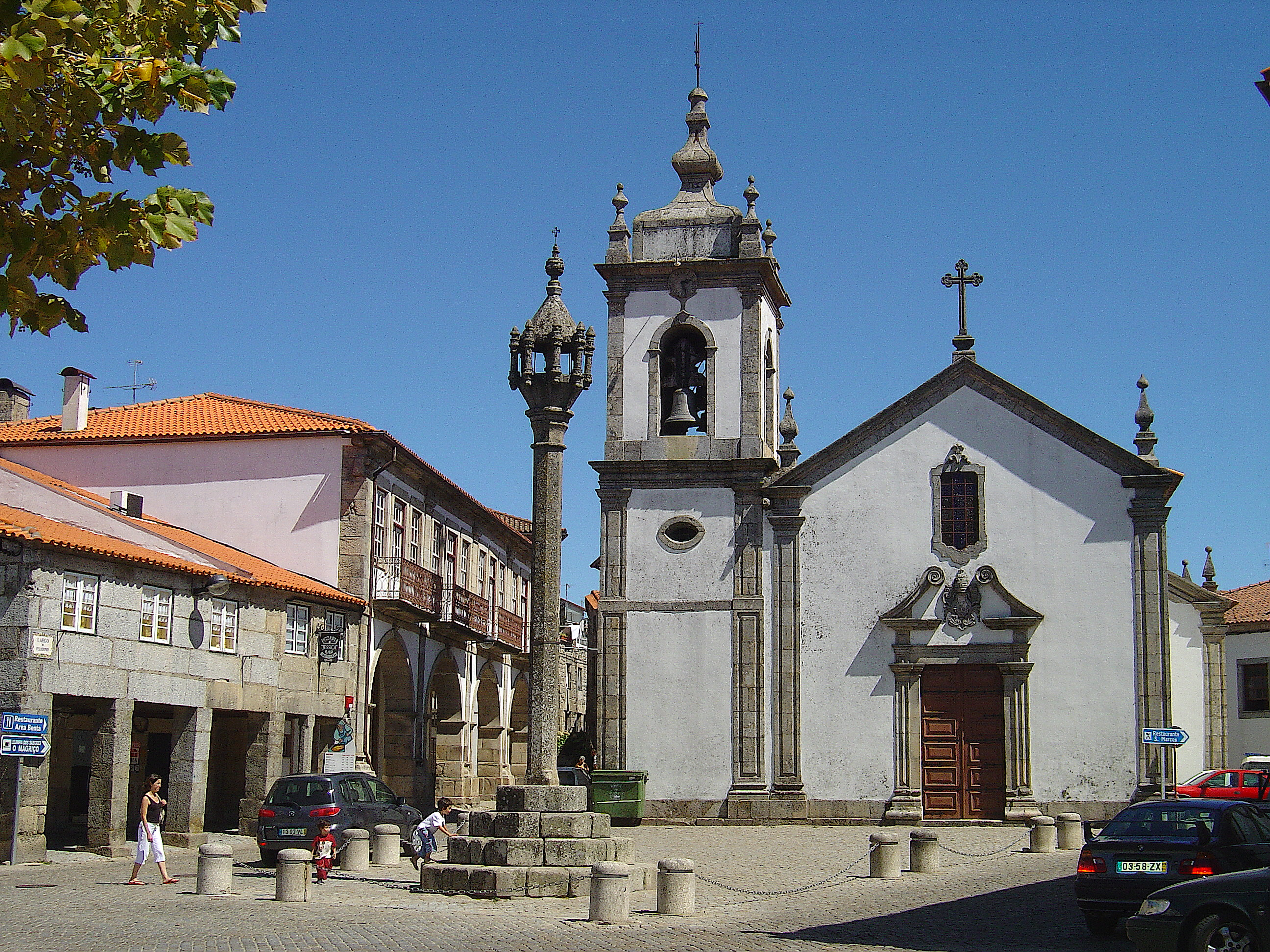
In der Aldeia Histórica Trancoso

## Eingebundene Orte
Ab 1998:
- Almeida
- Castelo Mendo
- Castelo Novo
- Castelo Rodrigo
- Idanha-a-Velha
- Linhares da Beira
- Marialva
- Monsanto
- Piódão
- Sortelha

Ab 2000 auch:
- Belmonte
- Trancoso